# Jogo do tavolado
O jogo do tavolado era um jogo que se jogava em Portugal na época medieval.
O tavolado era feito de tábuas unidas a formar um castelo. A construção tinha que ser apenas forte o suficiente para não resistir ao arremesso de um dardo.